# Підорлик малий
Підорлик малий (Clanga pomarina) — вид хижих птахів з роду Орел родини Яструбові (Accipitridae) ряду Соколоподібні (Falconiformes). Серед українців ця птаха має ще іншу назву — орел-скигляк малий. Один з 9 видів роду, один з 5 видів у фауні України. В Україні гніздовий, перелітний птах.

## Морфологічні ознаки

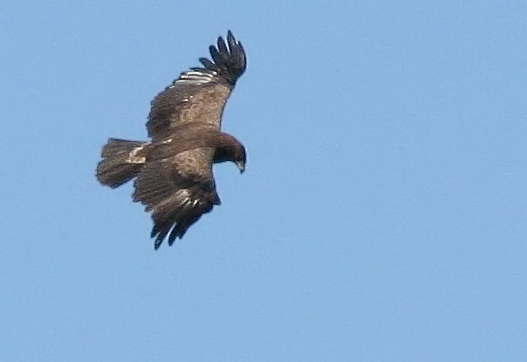
Підорлик малий в польоті

Невеликий орел схожий на підорлика великого (Aquila clanga). Довжина тіла — 570–640 мм, маса тіла — 1200–1600 г, розмах крил — близько 1,5 м. У дорослого птаха оперення буре, верх голови і задня частина шиї світліші; на надхвісті нерідко буває світла смуга; махові пера темно-бурі, покривні пера крил бурі або світло бурі; цівка вкрита пір'ям; восковиця і пальці жовті; райдужна оболонка ока жовтувато-коричнева або жовта. Молодий птах темно-бурий, з чіткою вохристою плямою на потилиці. За цією ознакою молодий малий підорлик відрізняється від молодого підорлика великого. У молодого підорлика малого також на крилах зверху по одному ряду білих плям; на верхівці хвоста вузька білувата смуга.

## Поширення
Ареал виду складається з трьох частин, розташовуваних у Європі, Малій та Південній Азії. У недалекому минулому ареал став розширюватися у східному напрямку.
В Україні поширений на всій правобережній частині (окрім південних степів), у північній, та північно-східній та центральній частинах Лівобережжя.

## Чисельність
Європейську популяцію оцінено у 14-19 тис. пар, що становить понад 90% світової чисельності . В Україні у 1989 р. чисельність оцінювали в 200–250 пар. Згідно з сучасними оцінками вона становить 500–1000 пар, можливо 1,2-1,5 тис. Значна різниця між оцінками чисельності у минулому та у наш час, пов'язана, головним чином, з проведенням масштабних досліджень у останні роки.
На стан виду негативно впливають меліорація, знищення старих ділянок лісу та місць, де птахи полюють.

## Особливості біології

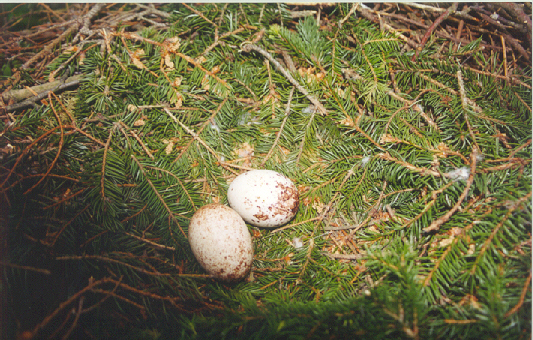
Кладка з двох яєць

Перелітний птах. Віддає перевагу ділянкам волого старого листяного та мішаного лісу, що межує з відкритими просторами (луки, поля, болота). Навесні з'являється у третій декаді березня. Міграція триває до другої декади квітня. Моногам. Яйця відкладає в квітні. В повній кладці 2 яйця. Насиджування триває 38-43 доби. Пташенята з'являються наприкінці травня, залишають гніздо у серпні. Як правило, виживає лише одне пташеня, друге гине в результаті канібалізму. Восени починає відлітати на початку вересня. Статевої зрілості досягає на 3-4 році життя.
Живляться переважно дрібними ссавцями, а також птахами, рептиліями та амфібіями.

## Охорона
Вид включено до Червоної книги України (1994, 2009), до Конвенції з міжнародної торгівлі вимираючими видами дикої фауни і флори (CITES) (Додаток ІІ), Боннської (Додаток ІІ) та Бернської (Додаток ІІ) конвенцій.
Для покращення охорони необхідні: збереження старих лісів, створення мікрозаказників радіусом 0,5 км навколо гнізд, влаштування штучних гніздівель, посилення контролю за випадками незаконного відстрілу, моніторинг за забрудненням природного середовища.